# Gheorghe Cohal
Gheorghe Cohal este un jurist și un ufolog român și directorul executiv al Asociației pentru Studiul Fenomenelor Aerospațiale Neidentificate. Gheorghe Cohal se prezintă ca fiind un expert în analiză foto și video.

## Vezi și
- Talpa de robot